# Montipora perforata
Espèce
Montipora perforata est une espèce de coraux appartenant à la famille des Acroporidae.